# Котляр Юрій Федорович
Юрій Федорович Котляр (4 грудня (17 грудня) 1917, Полтава — пом. 2008, Старий Крим) — російський та український радянський письменник-фантаст, публіцист, педагог з технічних наук.

## Біографія
Юрій Котляр народився у 1917 році в Полтаві, пізніше з родиною перебрався до Томська, де закінчив середню школу, а в 1940 році закінчив Томський індустріальний інститут. З 1941 року він працював спочатку майстром у томському відділенні Держбанку, а з 1943 до 1952 року працював викладачем електротехніки в технікумах Томська, Пермі, Алма-Ати й Сорок. З 1952 по 1962 року Юрій Котляр працював викладачем у педагогічних інститутах в Рязані, Владимирі та Пензі, Московському архітектурному інституті та Московському заочному інституті текстильної і легкої промисловості. У 1952 році він став кандидатом фізико-математичних наук. у 1964 Котляр став членом Комітету літераторів при Московському відділенні літфонду СРСР.
У 60-х роках ХХ століття Юрій Котляр перебрався в Україну, тривалий час жив у місті Старий Крим, де й помер у 2008 році.

## Літературна творчість
Літературну творчість Юрій Котляр розпочав на початку 60-х років ХХ століття, перші його фантастичні оповідання «Мене кличуть зорі» та «Останнє повеління Гато» опубліковані в 1963 році. У своїй творчості Котляр був прихильником «фантастики близького прицілу», та вважав, що у фантастичній літературі в першу чергу повинні популяризуватися найновіші наукові відкриття, а також розповідати про ці відкриття, які вже найближчим часом стануть надбанням людства. У 1964 році разом із двома іншими письменниками Олександром Колпаковим та Германом Чижевським написав листа до ЦК ВЛКСМ з критикою книг інших письменників-фантастів видавництва «Молодая гвардия», зокрема братів Стругацьких, Аріадни Громової, Єремія Парнова. Інші письменники також критикували стиль творів самого Котляра, та навіть звинувачували його у плагіаті. Після переїзду до України Юрій Котляр видав низку фантастичних повістей та оповідань українською мовою, а також опублікував літературознавчу розвідку про останні роки життя Олександра Гріна в Старому Криму, публікував також критичні матеріали щодо творчості українських письменників.

### Повісті
- 1965 — Кольцо анаконды
- 1966 — Звёздные тени
- 1980 — Тень синего утеса

### Оповідання
- 1963 — Меня зовут звёзды
- 1963 — Последнее повеление Гато
- 1964 — «Тёмное»
- 1964 — Младший пилот
- 1965 — Болтливый космонавт
- 1965 — Расплата
- 1966 — Страх
- 1976 — Фіолетове і червоне
- 1980 — Позивні з гір

### Статті та нариси
- 1964 — Фантастика и подросток
- 1964 — Электроника и… молоко
- 1967 — Мир мечты и фантазии
- 1968 — Олександр Грін в Старому Криму
- 1969 — Послесловие к предисловию
- 1971 — На клич мрії [Про останні роки життя Олександра Гріна в Криму]
- 1973 — Фантастика и характеры
- 1974 — Встречи с Грином (для детей)
- 1976 — Большое соединение планет
- 1977 — Де ж новизна й оригінальність?
- 1985 — Последний бой Юры Стоянова
- 1986 — Разведчик